# Соколово (Чарнковсько-Тшцянецький повіт)
Соколово (пол. Sokołowo) — село в Польщі, у гміні Любаш Чарнковсько-Тшцянецького повіту Великопольського воєводства.
Населення — 249 осіб (2011).
У 1975-1998 роках село належало до Пільського воєводства.

## Демографія
Демографічна структура станом на 31 березня 2011 року:
|          | Загалом | Допрацездатний вік | Працездатний вік | Постпрацездатний вік |
| -------- | ------- | ------------------ | ---------------- | -------------------- |
| Чоловіки | 120     | 23                 | 83               | 14                   |
| Жінки    | 129     | 29                 | 72               | 28                   |
| Разом    | 249     | 52                 | 155              | 42                   |